# 毕昇

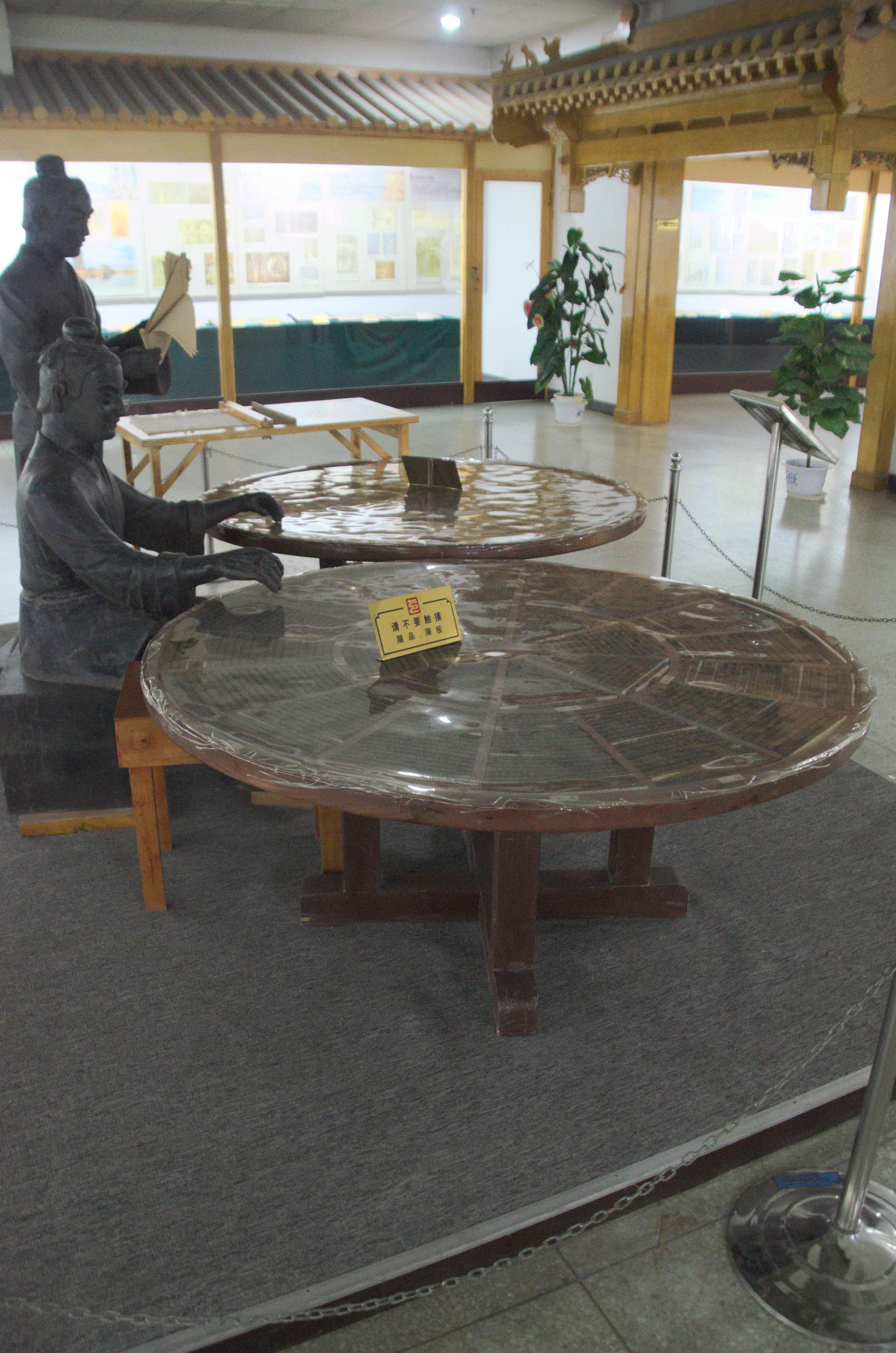
于中国印刷博物馆的毕昇印具。

畢昇（990年—1051年），淮南路蘄州蘄水縣（今湖北省英山縣）人，一说为浙江杭州人，北宋刻版工兼发明家，發明了活字版印刷术。

## 生平
畢昇的發明是世界上最早的活字印刷技術。宋朝的沈括所著的《夢溪筆談》記載了畢昇的活字印刷術：
版印書籍，唐人尚未盛為之，自馮瀛王始印五經，已後典籍，皆為版本。慶曆中，有布衣畢昇，又為活版。其法用膠泥刻字，薄如錢唇，每字為一印，火燒令堅。先設一鐵版，其上以松脂臘和紙灰之類冒之。欲印則以一鐵範置鐵板上，乃密布字印。滿鐵範為一板，持就火煬之，藥稍鎔，則以一平板按其面，則字平如砥。若止印三、二本，未為簡易；若印數十百千本，則極為神速。常作二鐵板，一板印刷，一板已自布字。此印者纔畢，則第二板已具。更互用之，瞬息可就。每一字皆有數印，如之、也等字，每字有二十餘印，以備一板內有重複者。不用則以紙貼之，每韻為一貼，木格貯之。有奇字素無備者，旋刻之，以草火燒，瞬息可成。不以木為之者，木理有疏密，沾水則高下不平，兼與藥相粘，不可取。不若燔土，用訖再火令藥鎔，以手拂之，其印自落，殊不沾汙。昇死，其印為余群從所得，至今保藏。——沈括，《夢溪筆談》，卷十八 技藝
毕昇在宋庆历年间（1041年－1048年）發明在胶泥上刻字，一字一印，用火烧硬后，便成活字；排版前先在置有铁框的铁板上，敷有一层搀和纸灰的松脂蜡，活字依次排在上面，加热，使蜡稍熔化，以平板压字平面，冷卻，泥字即固着在铁板上，可以像雕版一样印刷；此外他还嘗試过木活字排版，但因為高低不平而未採用；活字可以多次使用，比雕版印刷经济方便。畢昇的活字後來為沈括的門客收藏。
畢昇的活字原料「膠泥」，指燒陶器用的黏土，制成活字後在陶窰中燒，燒成後的泥活字堅硬光滑。
1990年秋，湖北省英山县草盤地鎮五桂墩村睡獅山麓出土了一方墓碑，據考證為畢昇的墓碑，任昉发现该墓志的形制和风格有明显的外来文化和外来宗教的色彩，他认为毕昇很可能是信仰摩尼教的昭武九姓后裔。